# Bunaeopsis arabella
Bunaeopsis arabella är en fjärilsart som beskrevs av Aurivillius 1893. Bunaeopsis arabella ingår i släktet Bunaeopsis och familjen påfågelsspinnare. Inga underarter finns listade i Catalogue of Life.